# إد جورج
إد جورج (بالإنجليزية: Ed George)‏ هو لاعب كرة قدم أمريكية ولاعب كرة القدم الكندية أمريكي، ولد في 10 أغسطس 1946 في نورفولك في الولايات المتحدة.

## وصلات خارجية
- إد جورج على موقع مرجع كرة القدم المحترفة.كوم (الإنجليزية)
- إد جورج على موقع JustSportsStats.com (الإنجليزية)